# زکریا اباحاسین
زکریا اباحاسین (انگلیسی: Zakaria Abahassine؛ زادهٔ ۲۳ ژوئیهٔ ۱۹۸۸) بازیکن فوتبال اهل فنلاند است. او در باشگاه ایپو بازی می‌کند. پدرش مراکشی و مادرش فنلاندی است.